# 최영 (기자)
최영(Choi Young)은 대한민국의 언론인이자 탐사보도 기자로, 소방방재신문과 월간지 《119플러스》의 대표 겸 편집장이다. 서울시립대학교에서 방재공학을 전공하고, 같은 대학 재난과학과 박사과정에 재학 중인 그는 소방과 재난안전 분야에 전문성을 바탕으로 한 보도를 이어가고 있다.

## 생애
최영은 대한민국의 언론인이다. 소방방재신문의 설립자 최기환의 아들로 경기도 안양시에서 태어났으며, 현재 『소방방재신문』과 월간지 『119플러스』의 대표 및 편집장을 맡고 있으며, 재난 및 소방 분야를 중심으로 취재 활동을 해왔다. 학력으로는 서울시립대학교 도시과학대학원에서 방재공학을 전공하여 석사 학위를 취득했으며, 같은 대학교 대학원 재난과학과 박사과정에 재학 중이다. 2017년부터 한국화재소방학회 홍보위원장으로 등록되어 있다. 서울특별시에 거주하고 있다.
2025년 2월 14일 발생한 부산 반얀트리 리조트 공사장 화재 사고와 관련하여 취재 활동을 진행하였다. 이 사고는 부산광역시 기장군 일대의 고급 리조트 신축 공사장에서 발생한 화재로, 건물이 완공되지 않은 상태에서 준공 허가가 이루어진 사실이 확인되었다. 해당 화재로 6명이 사망하였으며, 이후의 경찰 수사 결과 시공사, 감리사, 지방자치단체 공무원 등을 포함한 4명이 구속되었고 27명이 불구속 입건되었다.
최영은 해당 사건과 관련하여 현장을 방문하고 자료를 수집하여 일련의 보도를 게재하였다. 『소방방재신문』을 통해 인허가 과정의 문제점을 제기하였으며, 관련된 서류와 진술을 바탕으로 보도하였다. 취재 당시 경찰 감식이 종료된 상태였으며, 폴리스라인이 제거된 현장에 출입하여 건물 내부를 촬영하였다. 이후 해당 출입 행위에 대해 경찰은 건조물침입 혐의를 적용하여 최영을 불구속 입건하고 사건을 부산지방검찰청에 송치하였다. 이후 한국소방기사회 및 한국소방기술사회 등 일부 단체는 최영에 대한 무혐의 처분을 요청하는 청원운동을 전개하였다. 청원서에서는 보도 목적과 언론 행위의 정당성을 근거로 기소 유예 또는 무혐의 결정을 요구하였다. 관련 영상은 유튜브를 통해 공개되었으며, 일부 언론 보도는 해당 사건이 공공 인허가 절차의 문제점과 연결되어 있다고 설명하였다. 그는 취재를 위해 화재 현장 건축물에 들어가서 영상을 촬영하였다는 이유로 경찰에 의해 '건조물침입죄로' 부산지방검찰청에 불구속 입건되는 일도 있었다.
최영은 해당 사건 외에도 소방 기술 설명회, 화재 진압 장비 성능 검토, 관련 법령 개정 방향 등에 관한 보도 활동을 해왔다. 표창원 등 국회 안전행정위원회 소속 의원이나 소방청 관계자 등을 대상으로 한 인터뷰, 감리 제도에 관한 기획 연재 등도 진행하였다. 이 과정에서 감리제도의 효율성, 화재 원인 조사 제도, 구조구급 관련 장비 선정 기준 등의 내용을 다룬 기사가 포함되었다.